# Kongernes kamp
Kongernes kamp (eng: A Clash of Kings) er den anden bog i A Song of Ice and Fire, en serie af fantasyromaner af den amerikanske forfatter George R. R. Martin. Den blev udgivet første gang den 16. november 1998 i Storbritannien og først den 2. februar 1999 i USA.
Ligesom sin forgænger, Kampen om tronen, vandt bogen Locus Award (i 1999) for Best Novel og den blev nomineret til Nebula Award (ligeledes i 1999) for bedste roman. I maj 2005 udgav Meisha Merlin en limited edition af bogen fuldt illustreretaf John Howe.
Romanen er grundlaget for den anden sæson af en tv-serie af HBO's filmatisering af serien kaldet Game of Thrones.
Kongernes kamp' handler om borgerkrigen i De Syv Kongeriger i Westeros, mens Night's Watch begynder at undersøge det mystiske folk kaldet wildlings. Imens fortsætter Daenerys Targaryen sin plan med at samle sig en hær i Essos for at generobre De Syv Kongeriger.